# ليبساندفيل
ليبساندفيل (بالإنجليزية: libsndfile)‏ هي مكتبة برمجية مكتوبة بلغة السي

من طرف اريك دي كاسترو لوبو تستخدم على نطاق واسع لقراءة وكتابة الملفات الصوتية.

وهي تدعم مجموعة واسعة من صيغ الملفات الصوتية بتحويلها تلقائيا من تنسيق إلى آخر.تتيح المكتبة للمبرمج تجاهل الكثير من التفاصيل، مثل الإنديانس.
بالإضافة إلى المكتبة، توفر حزمة من برامج سطر الأوامر لتحويل شكل إلى آخر (sndfile-convert)، وبرنامج لتشغيل ملفات الصوت (sndfile-play)، والحصول على المعلومات حول محتويات ملف صوتي (sndfile-info)
المكتبة متاح لأنظمة الشبيه بيونكس، بما في ذلك لينكس وماك ووينداوز . مرخص تحت رخصة جنو العمومية الصغرى .
تستخدم مكتبة libsndfile في برامج تحرير الوسائط مثل :أوداسيتي - أدوبي أوديشن .